# Prosper Allemand
Pour les articles homonymes, voir Allemand (homonymie).
Pierre-Léger-Prosper (d') Allemand, né le 16 juillet 1815 à Allemagne-en-Provence et mort le 3 mars 1901 dans la même commune, est un homme politique français.

## Biographie
Prosper Allemand est issu d'une famille bourgeoise qui s'était constitué un grand domaine à Allemagne-en-Provence lors de la vente des biens nationaux. Il devient médecin en 1841 à Montpellier puis il est nommé au concours chef interne à Toulon avant de retourner à Montpellier. Il résiste au coup d'État du 2 décembre 1851, et est condamné au bagne de Toulon.
Il exerce ensuite comme médecin à Riez à partir de 1855, avant d’être élu député en 1871 avec 69 % des voix. Il devient aussi conseiller général du département et devient maire de Riez en 1870, dont il est conseiller municipal depuis 1845, avant d'être révoqué en 1873 par l'Ordre moral. En 1875, il vote l’amendement Wallon, adopté à une voix de majorité, qui institue le régime républicain. Il est alors inscrit dans l'Union républicaine et à la Gauche républicaine. Il échoue aux sénatoriales de 1876 mais est réélu député quelques mois plus tard. Il est en mai 1877 l'un des signataires du manifeste des 363. Il conserve son siège en octobre 1877. Il ne se représente pas en 1881.

## Hommages
- Jeanne Royannez, veuve de Clovis Hugues, a réalisé son buste.
- Une rue porte son nom à Allemagne-en-Provence.

## Distinction
- Chevalier de la Légion d'honneur (29 décembre 1882)[2]